# Обервизен
Обервизен (нем. Oberwiesen) — община в Германии, в земле Рейнланд-Пфальц. 
Входит в состав района Доннерсберг. Подчиняется управлению Кирхгаймболанден.  Население составляет 493 человека (на 31 декабря 2010 года). Занимает площадь 1,61 км².